# Полска православна църква
Полската православна църква е автокефална православна църква в Полша.
Има 600 000 последователи. Проповядва на църковнославянски и полски език. Има епархия и в Бразилия.
Създадена е през 1924 г. в Източна Полша след края на Първата световна война, когато Полша става независима държава.